# ミケル・ネロム
ミケル・ネロム（Miquel Nelom、1990年9月22日 - ）は、オランダ・南ホラント州ロッテルダム出身の元サッカー選手。現役時代のポジションはDF。

## 来歴
ネロムはアマチュアクラブのVVスパイケニッセでキャリアをスタート。このクラブからはハルリソン・ベンスホップ（元AZ）、アンジェロ・チンチェ（SCフェーンダム）、ロマノ・デネボームも育ったことで知られている。D-pupilでフェイエノールトのスカウトの目に留まり、プロクラブであるフェイエノールトへ移った。
フェイエノールトで育った後は2年間エクセルシオールでプレーし、2011年5月24日にフェイエノールトにフリー移籍。2011年11月8日のNECとのホームゲームでデビューし、即座にこの試合の最優秀選手に選ばれている。2012年8月23日にはスパルタ・プラハとのUEFAヨーロッパリーグ予選でフェイエノールトでの初ゴール。2013年9月1日にはローダJCとのホームゲーム(4-0)でエールディヴィジ初ゴールを挙げた。
長らく左バックのスタメンをつかめなかったが、2014-15シーズンから監督に就任したフレット・ルッテンのもとで急成長し、不動のスタメンに定着。2014年11月17日にシーズン末までだった契約を2018年まで延長した。
2019年9月、ヴィレムIIへ移籍。

## タイトル
フェイエノールト
- エールディヴィジ : 2016-17